# Східне Франкське королівство

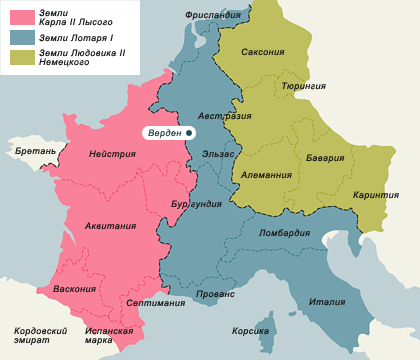
Франкські королівства після Верденського договору 843 року

Східне Франкське королівство (лат. Francia Orientalis; нім. Ostfrankenreich) — держава, створена в результаті Верденського розділу 843 року Франкської імперії як спадкове володіння Людовика II Німецького. Королівство включало території на схід від Рейну і на північ від Альп. Східне Франкське королівство було попередником Священної Римської імперії та сучасної Німеччини.

## Хронологічні та географічні рамки
Найчастіше період існування Східно-Франкського королівства обмежують, з одного боку, Верденським договором 843 року, а з іншого — 919 роком, коли було вперше згадано вираз regnum teutonicorum (Німецьке королівство). А саме, під 919 роком в Зальцбурзьких анналах записано, що Арнульфа, герцога Баварії, було обрано правителем Німецького королівства (лат. Baiuarii sponte se reddiderunt Arnolfo duci et regnare ei fecerunt in regno teutonicorum). Але офіційний титул королів залишався «король східних франків» (лат. rex Francorum Orientalium або просто rex Francorum) аж до 962 року, коли король Оттон I прийняв титул «імператор римлян і франків» (лат. imperator Romanorum et Francorum). Тому іноді історики тимчасовими рамками існування Східно-Франкського королівства вважають 843—962 роки.
Територія держави була відносно стабільною і мала тенденцію до розширення: 870 року була приєднана східна частина Лотаринзького королівства, включаючи Нідерланди, Ельзас і власне Лотарингію, почалася колонізація населених слов'янами земель уздовж Ельби, королі східних франків намагалися встановити сюзеренітет над Великоморавською державою.
Столицею Східно-Франкського королівства при Людовику Німецькому став Регенсбург.

## Сепаратизм і тенденції інтеграції
Головною особливістю Східно-Франкського королівства був той факт, що воно фактично складалося з п'яти великих племінних герцогств: Саксонія, Баварія, Франконія, Швабія та Тюрингія (пізніше до них додалася Лотарингія), що були відносно однорідними у племінному складі напівнезалежними князівствами. Менше, ніж у Західно-Франкському королівстві вплив римських державно-правових інститутів і тривале збереження племінних відносин зумовили відносну відсталість соціально-політичного розвитку Східно-Франкського королівства від свого західного сусіда. Племінні герцоги були реальним джерелом влади в державі, в той час як влада короля виявилася досить обмеженою і сильно залежною від найбільших феодалів країни. Цьому сприяло також відсутність у Східно-Франкському королівстві великого земельного домену короля і необхідність опори на військові сили герцогів в питаннях зовнішньої політики.
Єдність держави підтримувалася, перш за все, правителями дому Каролінгів, а також адміністративними інститутами і широким прошарком аристократії франків, успадкованої Східно-Франкським королівством від імперії Карла Великого. Протягом IX століття паралельно з процесом консолідації влади в герцогстві розвивалося усвідомлення єдності німецької нації і держави. Східно-Франкське королівство за етнічним складом було набагато більш однорідним, ніж інші держави, утворені на руїнах Франкської імперії. Крім того, земельні володіння церкви і аристократії були розкидані по території всіх герцогств, що також створювало передумови для об'єднання.

## Соціальні інститути
Процеси феодалізації в Східно-Франкському королівстві розвивалися більш повільними темпами, ніж в Західно-Франкському. Особливо це характерно для північних областей країни — Саксонії, Фризії. Процес закріпачення селян у королівстві знаходився ще в початковій стадії і в багатьох регіонах зберігалося досить широкий шар вільного селянства (Швабія, Саксонія, Тіроль). Суттєвим також є довготривале панування алодіальної земельної власності і відносно повільний процес її витіснення ленними відносинами, заснованими на умовному феодальному триманні. Більш того, ленна система Східно-Франкського королівства носила неспадковий характер: ф'єфи скаржилися, звичайно, наближеним короля чи герцога на термін несення ними служби без права передачі в спадщину. Судовий імунітет феодалів також не отримав такої повноти оформлення, яка спостерігалася в західно-франкських землях, і прерогатива рішення основного обсягу конфліктів і справ залишалася за королем і його представниками — графами.
Східно-Франкське королівство було спадковою монархією: влада передавалася від батька до сина в молодшої лінії династії Каролінгів — нащадків Людовика II Німецького. До кінця IX століття сформувався принцип неподільності держави, влада в якому повинна була успадковуватися старшим сином померлого монарха. Припинення німецької лінії Каролінгів в 911 р. не призвело до переходу престолу до французьких Каролінгів: східно-франкська шляхта обрала своїм правителем саксонського герцога Конрада I, закріпивши, таким чином, право німецьких князів на обрання наступника короля в разі відсутності прямого спадкоємця у померлого монарха.

## Політичний розвиток
Засновником Східно-Франкського королівства був Людовик II Німецький (804—876), у період правління якого це державне утворення отримало суверенітет і конституційну цілісність. Король досить успішно воював на східному кордоні держави, підкоривши ободритів і встановивши сюзеренітет над Великою Моравією, проте його спроби відновити єдність імперії Карла Великого не увінчалися успіхом. Війна із Західно-Франкським королівством за спадщину лінії Лотара I завершилася підписанням Мерзенського договору 870 року, відповідно до якого до Східно-Франкського королівства відійшла східна частина Лотарингії. Наприкінці правління Людовіка II король, дотримуючись давньої традиції Каролінгів і поступаючись збройним вимогам своїх синів, розділив монархію на три частини, передавши Баварію старшому синові Карломану, Саксонію — середньому Людовику III, а Швабію з Лотарингією — молодшому Карлу III Товстому.
Наприкінці 870-х знову загострилася боротьба із Західно-Франкським королівством за владу над Лотарингією.
У 876 році війська Людовика III здобули перемогу над західно-франкською армією Карла II Лисого в битві при Андернасі, що закріпило територію Лотарингії за Німеччиною. За угодою в Рібермоні (880) було встановлено кордон між королівствами західних і східних франків, що проіснував до XIV століття. Серйознішою для держави стала загроза вторгнення вікінгів: з середини IX століття норвезькі і данські флотилії норманів регулярно плюндрували північнонімецькі землі, практично не зустрічаючи опору центральної влади. Незважаючи на окремі успіхи Людовика III і Карла III, в цілому, через економічну слабкість держави і складнощі з мобілізацією військових сил, організувати рішучої відсічі вікінгам не вдавалося.
При Карлі III Товстому (882—887) вперше з часів Людовика I Благочестивого всі частини імперії Каролінгів були об'єднані ненадовго: 879 року Карл Товстий успадкував Італію і титул імператора, а 884 року престол Західно-Франкського королівства. Але новий монарх виявився досить слабким правителем і не зміг організувати відсічі вторгненню вікінгів, які 886 року дійшли до Парижа. 887 року в Південно-Східній Німеччині проти нього вибухнуло повстання на чолі якого став Арнульф Каринтійський, незаконний син короля Карломана, який захопив владу в Східно-Франкському королівстві.
У період правління Арнульфа (887—899) Східно-Франкське королівство пережило період підйому: йому вдалося встановити принцип неподільності держави, підкорити своїй владі племінних герцогів і дати відсіч норманам.
У 895 році Арнульф завоював Італію і був коронований імператором, поклавши, таким чином, початок майже тисячолітній історії об'єднання титулів імператора Римської імперії і короля Німеччини. Менш вдалими були війни Арнульфа зі слов'янами Великоморавської держави і угорцями, які осіли з 895 року в Середньому Подунав'ї, і почали здійснювати грабіжницькі рейди на німецькі землі.
Наступник Арнульфа, його малолітній син Людовик IV Дитя знаходився під повним контролем найбільших німецьких князів і єпископів. Влада племінних герцогів знову посилилася, тоді як механізми королівської влади виявилися ослабленими. Положення ускладнювалося безперервними війнами з угорцями, які повністю знищили систему оборони південно-східних кордонів держави. Ініціатива з невілювання зовнішньої загрози й підтримки державної влади перейшла до регіональних правителів: герцогів Баварії, Саксонії, Франконії. Зі смертю Людовіка IV в 911 році німецька лінія Каролінгів припинилася. На раді в Форхгеймі князі Східно-Франкського королівства обрали новим монархом Конрада I, герцога Франконії і племінника померлого короля. Владні повноваження узурпували регіональні правителі, центральна влада практично перестала контролювати стан справ у герцогствах.
Конрад I помер, заповідаючи престол герцогу Саксонії Генріху I Птахолову (918-936), який був обраний королем в 919 році. Але частина феодалів не визнала Генріха, обравши в 919 році королем Арнульфа Злого, герцога Баварії. У літописному запису про цей факт вперше було згадано вираз «Німецьке королівство» (лат. regnum teutonicorum), що нерідко вважається моментом виникнення на місці Східно-Франкського королівства нової держави — Німецького королівства.
У 921 році Арнульф Злий визнав короля Генріха I Птахолова. У тому ж 921 Генріх уклав в Бонні договір з королем Західно-Франкського королівства Карлом Простуватим. При цьому Генріх іменувався королем східних франків (лат. rex Francorum orientalium).
У 936 році після смерті Генріха I королем Східно-Франкського королівства був обраний його син Оттон I.
У 962 році Оттон I прийняв титул «імператор римлян і франків» (лат. imperator Romanorum et Francorum). Цей рік вважається роком заснування «Священної Римської імперії».